# Susanne Betancor

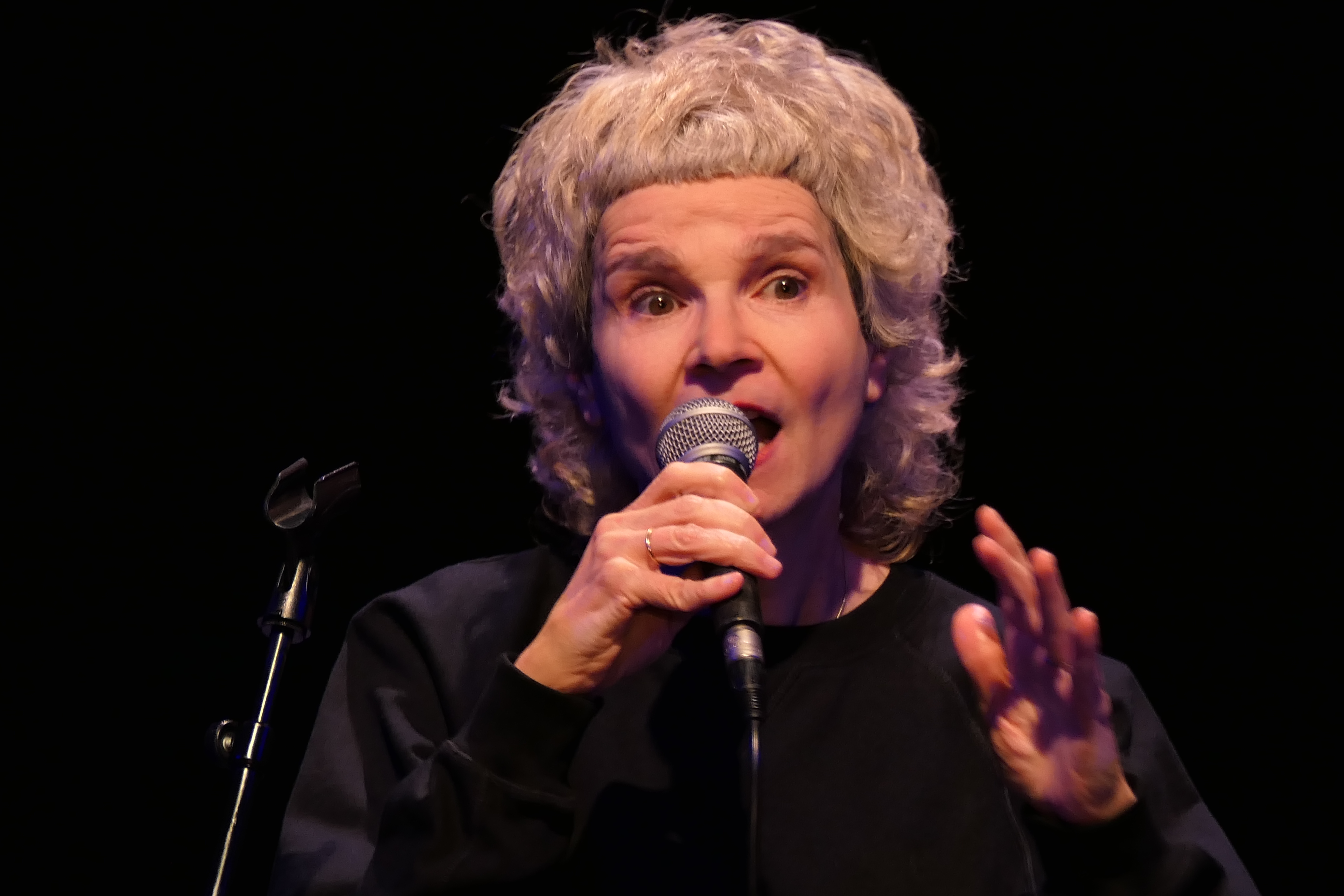
Betancor, 2023

Susanne Betancor (* 1964 in Neuwied) ist eine deutsche Sängerin, Komponistin und Autorin.

## Leben
Betancor wuchs in Essen auf, der Vater ist Kanare und die Mutter Deutsche. Seit 1986 ist sie als freie Künstlerin tätig, seit 1989 in Berlin ansässig und trat früher unter dem Künstlernamen Popette auf. Sie arbeitete mit Künstlern wie Thomas Koppelberg, Stefan Stoppok, Helge Schneider, dem Musiktheater College of Hearts, Cora Frost, Georgette Dee, dem Theater Thikwa, Kalle Mews, Buddy Casino, Käthe Lachmann und der Band Lychee Lassi. Von 2005 bis 2013 spielte sie mit Joe Bauer, Beat Halberschmidt und Dirk Berger als Betancorband, von 2013 bis 2015 spielte sie im Duo mit Clara Haberkamp. 2017 absolvierte sie ein Spezialisierungsstudium zeitgenössischer Komposition bei Dieter Ammann an der Hochschule Luzern. Seit 2018 singt sie mit Uschi Brüning, Christian Von Der Goltz und Willi Kellers die von ihr ins Deutsche verschobenen Jazzstandards Germanized in der Bar jeder Vernunft. 
2024 schreibt sie Songs für die Produktion „Die Kapsel“ des Theater Thikwa. 

## Ehrungen
Betancor erhielt 1997 den Prix Pantheon, 1998 den Deutschen Kleinkunstpreis in der Kategorie Chanson und war 2008 Gewinnerin des Realisierungswettbewerbs operare 08 der Zeitgenössischen Oper Berlin mit der Projektgruppe „Antenne Pernot“.
Betancor erhielt 2014 zum 25. Bühnenjubiläum die CD ›Gold‹ - 15 Freunde singen Betancor: Dirk Berger & Illvibe, Cora Frost, Clara Haberkamp, Josef Hader, Annette Humpe, Maren Kroymann, David Moss, Stefan Stoppok, Gustav Peter Wöhler, die Strottern u. v. m.

## Diskografie
- 1994 „Privat ist modern“ (mit Rudi Neuwirth)
- 1997 „Platzkonzert“
- 1999 „Diva gut“, Soundtrack zum Theaterstück im Hebbel-Theater, Berlin
- 2000 „Damenbart“
- 2003 „Ortrud Beginnen“ Geschichten und Lieder aus dem Katastrophenkoffer
- 2006 „hispanoid“
- 2012 "kein Island"
- 2015 "Mein Herz will sich schlagen"
- 2020 „Ich Mein Dich“ mit Uschi Brüning

## Prosa
- 2000 „Damenbart“, Roman, Eichborn Verlag Berlin
- 2002 „Wenn es sich ergab“, Kurzgeschichte in „Alles Lametta“, herausgegeben von Susann Rehlein bei Piper

## Theaterproduktionen
- 1989 bis 1994 College of Hearts (Komponistin, Musikerin, Texterin, Schauspielerin, Beleuchterin)
- Theater Thikwa (Komposition, Improvisation, Klavier, Trompete, Bassklarinette)
- 1998 und 1999 Diva gut mit Georgette Dee, Cora Frost, Mouron im Hebbel-Theater
- 1999 Ruhrrevue mit Missfits, Herbert Knebel, Andreas Kunze, Hilmi Sözer, Ulrich Waller (Regie)
- 2004 bis 2007 Musik-Comedy-Kabarett Duo Privat bin ich Profi mit Käthe Lachmann
- 2008–2010 Gruppe „Antenne Pernot“ für experimentelles Musiktheater ("Wüste Wüste" nach B.Vian)
- 2017 Musik und Textverdichtung für das Songplay „Sieben“ des Theater Thikwa
- 2018 „Ich Mein Dich“ Jazzstandards Germanized mit Uschi Brüning, Christian Von Der Goltz, Martin Klingeberg
- 2020 „Songs in Beige“ mit Clara Haberkamp und Natascha Zickerick
- 2023 Songs für die Produktion „Die Kapsel“ des Theater Thikwa

## Konzertprogramme
- 1995 „Privat ist modern“
- 1996 „Im Außendienst“
- 1997 „Solo für Arme“
- 1999 „Damenbart“
- 2000 „in djiens“, Popette trifft „Lychee Lassi“ (Songs in Garagenfunk, Electrojazz)
- 2001 „Sitzclub“
- 2002 „Ich ging kurz raus und war nie weg wer bleibt versaut sich das Comeback“
- 2004 „Vollzeitfrisur“
- 2006 „hispanoid“
- 2008 „Wurst“ – Themenabend in Liedern
- 2010/11 "Sitzdisko" – Reihe in der Schwankhalle Bremen
- 2011–13 "Betancor stellt vor" – Themenabende im BKA Theater Berlin
- 2012 "kein Island"
- 2015 "Mein Herz will sich schlagen"
- 2018 „Ich Mein Dich“
- 2020 „Songs in Beige“

## Festival
- 2009 "Betancor macht Songfest"
- 2010 "Betancor macht Songfest"